# Szemes tükrösmoly
Az szemes tükrösmoly (Spilonota ocellana) a valódi lepkék (Glossata) alrendjébe tartozó sodrólepkefélék (Tortricidae) családjának egyik, hazánkban is honos faja.

## Elterjedése, élőhelye
Palearktikus faj, de Észak-Amerikába is behurcolták. A hazai gyümölcsösök tavaszi molylepkeegyüttesének egyik leggyakoribb faja.

## Megjelenése
Fehér szárnyain barna a mintázat. A szárny fesztávolsága 12–17 mm.

## Életmódja
A körülményektől függ, hogy hány nemzedéke nő fel egy évben – hazánkban kettő, úgy, hogy az L3 stádiumú hernyók telelnek át. Kaliforniában egy vagy két nemzedéke van, a Krímben pedig általában kettő, de ha kedveznek a körülmények, egy részleges harmadik is kifejlődik.
Az áttelelt hernyók rügypattanástól virágzásig a rügyekhez húzódnak. A megpattant rügyek csúcsain rágnak be, és kieszik a rügy belsejét. Később a virágrügyeket fogyasztják, átrágják a bimbók kocsányát, vagy a rügy belsejében eszik meg a porzókat és a termőt. A fiatal leveleket, majd nyár elején a fiatal terméshez szőtt levél alatt a gyümölcs felületét is károsítják. A nyári nemzedék hernyói szövedékcsövet készítenek a levelek fonákán (többnyire a főér mentén), és ebből hámozgatnak, vagy levelet szőnek a fejlődő gyümölcshöz, és annak védelmében eszik a gyümölcsöt. A nyári nemzedék lepkéi júliustól egészen őszig rajzanak.
Polifág faj, amely számos lombos fán és cserjén fejlődik, így Magyarország valamennyi gyümölcsfáján is. A következő erdei fákról és cserjékről tenyésztették ki:
- galagonya,
- kökény,
- madárbirs,
- berkenye,
- tölgy,
- éger,
- gyertyán,
- bükk,
- juhar,
- rózsa,
- fűz,
- homoktövis.

## Külső hivatkozások
- Mészáros Zoltán – Szabóky Csaba: A magyarországi molylepkék gyakorlati albuma. Budapest: Agroinform. 2005.  arch Hozzáférés: 2018. április 6. (PDF)